# Nibblers
Nibblers este un joc video de tip puzzle dezvoltat de Rovio Entertainment, cunoscut pentru celebrele lor jocuri din seria Angry Birds. Lansat pentru platformele iOS și Android, Nibblers a captivat rapid atenția jucătorilor prin grafica sa vibrantă și mecanicile de joc accesibile, dar provocatoare.

## Context și Dezvoltare
Rovio Entertainment, fondată în 2003 în Espoo, Finlanda, a devenit renumită la nivel mondial datorită succesului fenomenal al seriei Angry Birds. După acest succes, compania a continuat să exploreze diverse genuri și concepte de jocuri. Nibblers reprezintă un astfel de efort, extinzând portofoliul Rovio cu un joc de puzzle plin de culoare și energie.

## Premisă și Poveste
Nibblers urmează aventurile unor creaturi acvatice drăgălașe și pofticioase, numite "Nibblers". Personajul principal, Coral, împreună cu prietenii săi, explorează diverse insule exotice în căutarea fructelor delicioase. În drumul lor, ei trebuie să depășească obstacole și să înfrunte diverse personaje, cum ar fi șopârlele, care încearcă să le împiedice.

## Mecanici de Joc
Jocul este un puzzle de tip "match-three", unde jucătorii trebuie să alinieze trei sau mai multe fructe de același tip pentru a le elimina de pe tablă și a avansa în nivel. Pe măsură ce jucătorii progresează, întâlnesc diferite tipuri de obstacole și inamici, fiecare adăugând un strat suplimentar de dificultate și strategie.

### Elemente Cheie
1. Niveluri și Progresie: Nibblers conține sute de niveluri, fiecare cu propriile provocări și obiective. Jucătorii trebuie să îndeplinească diverse sarcini pentru a avansa, cum ar fi colectarea unui anumit număr de fructe sau înfrângerea șopârlelor.
2. Power-ups și Boosters: Pe măsură ce jucătorii avansează, pot debloca și utiliza diverse power-ups și boosters pentru a-i ajuta să depășească nivelurile mai dificile. Acestea includ fructe speciale care pot elimina toate fructele de un anumit tip sau pot curăța un rând întreg.
3. Inamici și Obstacole: În afară de șopârlele care apar pe parcurs, jocul introduce și alte obstacole, cum ar fi blocurile de piatră sau ghețurile care necesită strategii specifice pentru a fi eliminate.

## Grafică și Sunet
Nibblers este renumit pentru grafica sa vibrantă și animațiile fluide. Designul artistic este plin de culoare, iar personajele sunt concepute să fie adorabile și captivante pentru jucători de toate vârstele. Sunetul și muzica din joc contribuie la atmosfera veselă și energică, fiecare nivel având un fundal sonor care completează perfect tema vizuală.

## Recepție și Impact
De la lansarea sa, Nibblers a primit recenzii pozitive pentru grafica sa atractivă, gameplay-ul accesibil și designul nivelurilor bine gândit. Criticii au lăudat, de asemenea, inovațiile aduse genului "match-three" și modul în care Rovio a reușit să creeze un joc captivant și distractiv.

## Evoluție și Actualizări
Rovio a continuat să sprijine Nibblers după lansare, adăugând noi niveluri, evenimente și funcționalități pentru a menține interesul jucătorilor. Actualizările frecvente au introdus noi provocări și personaje, menținând jocul proaspăt și atractiv pe termen lung.

## Moștenire
Nibblers este un exemplu excelent de joc de puzzle bine realizat, combinând mecanici de joc familiare cu elemente noi și inovative. Succesul său demonstrează abilitatea Rovio de a crea experiențe de joc captivante și de calitate, continuând tradiția începută cu Angry Birds. Prin grafica sa vibrantă, gameplay-ul accesibil și actualizările constante, Nibblers rămâne un favorit printre jucătorii de toate vârstele.